# Forever (album Bobby’ego Browna)
Forever – czwarty album studyjny Bobby'ego Browna. Singlem promującym album była piosenka "Feelin' Inside".

## Lista utworów
1. "Intro" (z Whitney Houston)
2. "It's Still My Thang"
3. "Feelin' Inside"
4. "She's All I Need"
5. "My Place"
6. "Been Around The World"
7. "Give It Up"
8. "Happy Days"
9. "Forever"
10. "Sunday Afternoon"
11. "Heart And Soul"